# Berchemia brachycarpa
Berchemia brachycarpa är en brakvedsväxtart som beskrevs av Cheng Yih Wu och Yi Ling Chen. Berchemia brachycarpa ingår i släktet Berchemia och familjen brakvedsväxter. Inga underarter finns listade i Catalogue of Life.